# Frédérique Neau-Dufour
Pour les articles homonymes, voir Neau (homonymie).
Frédérique Neau-Dufour, née le 2 novembre 1972 à Bujumbura (Burundi), est une historienne française.

## Biographie

### Famille
Fille d’un coopérant français, professeur d’histoire au Burundi, Frédérique Neau-Dufour passe ses premières années en Afrique, continent  pour lequel elle conserve un profond attachement. De retour en France en 1976, elle regagne l’Anjou, la région d’origine de sa famille. 

### Formation
Frédérique Neau-Dufour est diplômée de l’Institut d’études politiques de Paris et agrégée d’histoire. Elle a soutenu en 1999 à l'Institut d'Etudes politiques de Paris sa thèse de doctorat sur Ernest Psichari.

### Carrière
Après avoir été professeur d’histoire-géographie jusqu’en 1998, Frédérique Neau-Dufour est nommée chargée de recherche à la Fondation Charles-de-Gaulle. Commissaire de l’exposition du mémorial Charles-de-Gaulle à Colombey-les-Deux-Églises, et de l’exposition itinérante Charles de Gaulle et Konrad Adenauer, une amitié franco-allemande, elle est conservatrice de La Boisserie, maison familiale du général de Gaulle, jusqu’en 2009.
Elle est ensuite nommée conseillère pour la mémoire au cabinet d’Hubert Falco, secrétaire d’État chargé de la Défense et des Anciens combattants pour préparer le 70e anniversaire de l’Appel du 18 Juin, en liaison avec la Fondation de Charles-de-Gaulle et la Fondation de la France libre. Dans ce cadre, elle initie la création d'une exposition consacrée aux Compagnons de la Libération, cette "chevalerie exceptionnelle" selon les mots de Romain Gary.
Entre 2010 et 2011, elle est chargée des hauts lieux de mémoire au ministère de la Défense.
Elle dirige de 2011 à 2019 le Centre européen du résistant déporté (CERD) situé sur le site de l’ancien camp de concentration de Natzweiler (Bas-Rhin). Elle tire de cette expérience son premier roman, La villa des Genêts d’or, qui retrace sur le temps long l'histoire d'une villa construite en 1913 sur une montagne. Cette villa devient en 1941 le centre névralgique de la machine concentrationnaire nazie.
De 2021 à 2023, Frédérique Neau-Dufour travaille pour le ministère de la Culture et pour la Région Grand Est en tant que coordinatrice de la partie française de « Esch2022 », la Capitale européenne de la Culture qui se tient jusque fin 2022 sur un territoire franco-luxembourgeois.
Fin 2023, elle est nommée cheffe de projet de la stratégie mémorielle du Grand Est. 
Elle est membre du Conseil scientifique et d'orientation de la Mission Libération 2024-2025.
De 2017 à 2022, elle a pris part aux travaux de la commission historique internationale sur la faculté de médecine de la Reichsuniversität Strassburg. Créée par l’université de Strasbourg, co-présidée par l'historien allemand Florian Schmalz et l'historien britannique Paul Weindling (en), cette commission rend en 2022 un rapport fondé sur l’inventaire de 150 000 pages d’archives et de nombreux prélèvements humains afin de vérifier leurs liens éventuels avec des « crimes médicaux de guerre » commis pendant l'annexion de fait de l'Alsace par les nazis.
Depuis 2021, elle préside l'association « Regards d'Enfants » qui sensibilise les jeunes européens à la citoyenneté et aux Droits de l’Homme.

### Violence conjugale
Victime de violences conjugales pendant des années, elle quitte la direction du Centre européen du résistant déporté en 2019 en justifiant son départ par les suites d'un cancer. Elle est en réalité poussée par une situation de grande violence au sein de son couple. En 2021, encouragée par une ancienne maîtresse de son compagnon dont la plainte contre lui pour violences a été classée sans suite, Frédérique Neau-Dufour porte plainte.
En 2023, son ex-compagnon est mis en examen pour « viol par conjoint, violences physiques et extorsion avec interdiction d’entrer en contact avec elle ».
En 2025, elle décide de parler publiquement des violences conjugales qu’elle a endurées pendant quinze ans. 
Parler, dit-elle, permet de se faire aider car la parole déclenche des réseaux d’empathie, de solidarité.
Elle est aidée depuis plusieurs années par France Victimes 67.
L'écriture en 2018 de la fiction historique La villa des Genêts d’or, une maison située dans le camp de concentration de Natzweiler, lui a également permis d'affronter sa propre histoire, car l’écriture coïncide à ce moment avec une aggravation de sa situation personnelle.

## Publications

### Histoire
- Struthof 1944-1945 : un camp pour épurer l'Alsace, La Nuée Bleue, 2025, 312 p. (ISBN 978-2-716-50997-8).

### Biographies
- Ernest Psichari : l’ordre et l’errance, Éditions du Cerf, 2001  (ISBN 2-204-06731-8) Prix Mottart de l’Académie française, prix Charles Oulmont de la Fondation de France et prix Robert-Joseph 2002
- Geneviève de Gaulle-Anthonioz : l’autre de Gaulle, Éditions du Cerf, 2004  (ISBN 2-204-07577-9) prix de littérature religieuse 2005
- Yvonne de Gaulle, Fayard, 2010  (ISBN 978-2213627502) prix du Nouveau cercle de l’union 2011
- La Première Guerre de Charles de Gaulle, 1914-1918, Éditions Tallandier, 2013
- Pierre Brossolette, Geneviève de Gaulle Anthononioz, Germaine Tillion, Jean Zay au Panthéon, Textuel, 2015.
- La France pleure de Gaulle, photos de Stéphane Louis, Éditions La Nuée bleue, 2020.
- La bibliothèque de nos présidents (ouvrage collectif sous la direction d’Étienne de Montety), Editions Tallandier, 2020
- De Gaulle aime l’Est, photos de Stéphane Louis, Éditions La Nuée bleue, 2020.

### Roman
- La villa des Genêts d’or, Strasbourg, La Nuée Bleue, 2022, 288 p. (ISBN 978-2-7165-0928-2)

### Direction d’ouvrages collectifs
- Avec de Gaulle, la Seconde Guerre mondiale, témoignages, Paris, Nouveau monde, 2003.
- Avec de Gaulle, la naissance d’un gaullisme politique, témoignages (1946-1958), Paris, Nouveau monde, 2005.

### Articles
- « Vers une gestion patrimoniale et scientifique du camp de concentration nazi de Natzweiler », avec Pierre Dufour et Michaël landolt, Monumental, revue scientifique et technique des monumetns historiques, 1, 2024, Editions CMN, juin 2024.

- « Yvonne de Gaulle », Femmes mémorables, sous la direction de Josyane Savigneau, Chantal Bigot, Valérie cadet et Monique Nemer, Bouquins, la collection, 2023.

- « Hans-Joachim Lang, Des noms derrière des numéros », La revue d’Alsace, n°146, 2020

- « Les médecins déportés au camp de Natzweiler », La Revue du praticien, n°65, tome 69, mai 2019.

- « Les vestiges, objets de patrimoine, fondements d’identité : l’exemple du camp de concentration de Natzweiler », Inflexions, n°40, 2019.

- Avec Olivier Lalieu et Hélène Mouchard-Zay, « Le devenir des commémorations », Les chemins de la mémoire, Numéro hors série Commémorer, 2017, https://www.cheminsdememoire.gouv.fr/fr/le-devenir-des-commemorations
- « Geneviève de Gaulle, une Juste parmi l’Humanité », Esprit, 2015, 5, mai.
- « Charles de Gaulle, un homme libre et mystérieux », Catalogue de l’exposition De Gaulle et Churchill, Musée de l’armée, 2014.
- « 1944, l’année de tous les dangers », 70e anniversaire de 1944, livre catalogue édité par le ministère de la Défense, 2014
- « Yvonne de Gaulle, Geneviève de Gaulle, deux gaullistes de l’intime », Histoire@Politique, n°17, 2012/2.
- Articles « Geneviève de Gaulle Anthonioz » et « Yvonne de Gaulle » dans le Dictionnaire de la France libre, Robert Laffont, collection Bouquins, 2010.
- « La vie quotidienne à Chambord pendant la seconde guerre mondiale », Otages de guerre, Chambord 1939-1945, catalogue de l’exposition, 2009.
- « La perception du désert chez Ernest Psichari », Le désert, un espace paradoxal, Bern, Peter Lang, 2003.
- « Ernest Psichari, soldat d’Afrique », Revue historique des armées, n°1, décembre 2000.
- « Psichari : l’appel de l’Afrique », L’Ancre d’or, n° 317, juillet-août 2000.

### Podcasts
- https://www.podcastics.com/podcast/episode/episode-1-de-maison-de-reve-a-villa-des-horreurs-309780/
- Résistantes, un podcast de Philippe Collin pour Radio France, 2022

### Préfaces
- Jean-Pierre Marandin, Frères de misère, protestants, résistants, déportés au camp de Natzweiler-Struthof, Seloya, 2017.
- Gérard Janus, La demeure du silence, Le Verger éditions, 2020.
- Stéphane Zehr, Le salut ne vient pas d’Hitler, Jean-Paul Kremer, un mennonite déporté à Natzweiler et Buchenwald, Calvin Éditions, 2020
- Marie-José Masconi, Et les femmes se sont levées, portraits de résistantes alsaciennes et lorraines, La Nuée bleue, 2021
- Michel Weckel, Entre silences et non-dits, les pasteurs d’Alsace face au nazisme, La Nuée Bleue, 2024.

### Colloques et communications
- « Soldat de France, soldat du Christ : la justification divine de l’armée chez Ernest Psichari », Théologies de la guerre, éditions de l’université libre de Bruxelles, séminaire « Pouvoir et sacré », 2006.
- « Charles de Gaulle vu par la télévision américaine, 1958-1969 », séminaire sur l’histoire des médias, Paris VII, février 2003.
- « Ernest Psichari, l’admirable semeur », De Gaulle, 1890-1920, Paris, Plon/Fondation Charles de Gaulle, 2001.
- « Les troupes coloniales dans la littérature française, 1900-1940 », Les troupes de marine dans l’armée de terre, un siècle d’histoire, Lavauzelle/CEHD, 2001.
- « Charles de Gaulle dans sa vie privée, 1920-1940 », Charles de Gaulle, 1920-1940, du militaire au politique, Paris, Plon/Fondation Charles de Gaulle, 2004.
- « Le sacrifice du soldat dans la littérature », Le sacrifice du soldat, sdd Éric Deroo, Antoine Champeaux, Ecpad, 2009.
- « Charles de Gaulle et Colombey-les-Deux-Églises, 1946-1958 », colloque sur Charles de Gaulle et le gaullisme dans l’Est de la France, 1946-1958, organisé par l’Université Nancy II et la Fondation Charles de Gaulle, publié sous la direction de François Audigier et Frédéric Schwindt, Presses universitaires de rennes, 2009.
- « Une famille qui dit non : le cas de Geneviève de Gaulle », colloque Résistance et famille organisé par le Mémorial Leclerc et musée Jean Moulin, en collaboration avec Mémoire et espoirs de la Résistance et le Musée de l’Ordre de la Libération, 21 février 2008.
- « Charles de Gaulle, une enfance parisienne », Colloque Charles de Gaulle et Paris, novembre 2009.
- « Une enfance sans histoire : l’enfance de Pierre Messmer », Colloque Pierre Messmer, organisé par l’université de Metz, 7 avril 2011
- " La restauration du camp de concentration de Natzweiler-Struthof », conférence organisée par le Fort de Queuleu à Metz, 9 septembre 2016[13]
- « Natzweiler, l’enfer des hommes. Histoire du camp de concentration », conférence organisée par le Musée de l’Homme, 13 juin 2019
- « Administrations et organisations civiles titulaires de la Croix de guerre », Colloque organisé par l’association nationale des Croix de Guerre et médaille de la Valeur militaire, ENA, Paris, 30 juin 2022.
- « La mémoire, processus de création d’un récit ? », table ronde avec Laurent Joly, Henry Rousso, Rachid Benzine, colloque organisé par l’Ecole nationale de la PJJ, Roubaix, 2 juillet 2023.
- « Geneviève de Gaulle, une vie d’engagements », colloque organisé par l’Université de Clermont-Ferrand et l’Université de Strasbourg, Strasbourg, 23 novembre 2023.
- « Les protestants en Alsace pendant la Seconde Guerre : un angle mort mémoriel », colloque organisé par l’Université de Strasbourg et l’UEPAL, Strasbourg, 16 novembre 2023.
- « La situation critique des civils allemands dans l’Alsace libérée : l’exemple du camp d’internement du Struthof (novembre 1944-novembre 1945), Colloque international En finir avec la Seconde guerre mondiale ? les civils entre Libération et reconstruction 1944-1946, Ville de Nancy, Goethe Institut Nancy, 19-20 septembre 2024
- "Commémorer la Libération de Strasbourg, un rituel à l'épreuve du temps", colloque militaire La Libération de Strasbourg novembre 1944-mars1945, organisé par la 2e Brigade blindée, 14 novembre 2024.
- "Clergé et catholiques face à la Libération de l'Alsace", table ronde avec Catherine Maurer à Bischoffsheim, 19 décembre 2024, cycle de conférences Vies en guerre et en dictature, Alsace 1939-45, organisé par l'Université de Strasbourg et les Archives d'Alsace.
- "La Seconde Guerre mondiale en Alsace: une mémoire divergente", colloque Vies en guerre et en dictature, Alsace 1939-45, organisé par l'Université de Strasbourg et les Archives d'Alsace, 5-7 février 2025.

## Distinctions

### Décorations
- Officier de l'ordre national du Mérite
- Chevalier de l'ordre des Arts et des Lettres (2015)[14],

### Récompenses
- Prix du Club de la presse Strasbourg-Europe 2015, « pour son travail enthousiaste, communicatif, traité avec respect et profondeur, pour mieux construire le monde de demain »[15]